# Delta Scorpii
Dschubba (δ Sco / δ Scorpii / Delta Scorpii) è una stella doppia della costellazione dello Scorpione. Assieme a Graffias (β Scorpiis) e a π Scorpii costituisce la parte anteriore dello Scorpione. Questo spiega il suo nome proprio, che deriva dall'arabo jabhat, significante fronte (dello Scorpione), originariamente usato per indicare l'intera tripletta di stelle.
Avendo una declinazione di circa -22°, Dschubba è ben visibile anche in buona parte dell'emisfero boreale; inoltre trovandosi vicino al piano dell'eclittica (che è posto a -23°27'), essa viene a volte occultata dalla Luna o, anche se molto raramente, dai pianeti. La magnitudine apparente di Dschubba è generalmente indicata come pari a +2,29, sebbene dall'anno 2000 sia leggermente diversa; a questa stella è anche associata la nebulosa a emissione Sh2-7, un residuo filamentoso dell'antica nube molecolare da cui si sono formate questa e le stelle circostanti.

## Il sistema

La stella e la nebulosa Sh2-7, ad essa associata.

Sebbene Dschubba sia stata intensamente studiata, non è stato ancora raggiunto un accordo fra gli studiosi su quante siano le componenti del sistema, su quale sia la loro distanza e il loro periodo di rivoluzione. Questa incertezza deriva, fra l'altro, anche dalla relativa distanza del sistema dalla Terra (circa 400 anni luce) e dalla relativa vicinanza delle componenti fra loro, che rende la loro risoluzione con i telescopi e gli interferometri a nostra disposizione particolarmente difficile, sebbene il fatto che il sistema sia eclissato dalla Luna offra delle condizioni favorevoli anche se effimere per i tentativi di risoluzione. La risoluzione è resa inoltre difficile dalla luminosità delle componenti e dall'eccentricità delle loro orbite. Viste queste difficoltà si fa ricorso anche a metodi spettroscopici.
A seconda del catalogo, vengono assegnate a Dschubba due, tre o quattro componenti. In realtà c'è solo certezza che essa sia una stella doppia e ci sono convincenti ragioni per credere che le componenti non siano più di due. La principale è una stella azzurra, la cui classe spettrale si colloca fra la B e la O, essendo classificata come B0,2. Stelle di questo tipo sono molto luminose: in particolare, la principale di Dschubba, tenendo conto della radiazione ultravioletta, è 14.000 volte più luminosa del Sole. Questa grande luminosità è dovuta sia al raggio della stella, che è cinque volte quello solare, sia, soprattutto, alla sua temperatura superficiale, che si aggira intorno ai 30.000 K. La massa della principale è calcolata essere 15 ± 7 volte quella solare. La sua classificazione MMK è IV (subgigante): ciò significa che essa sta esaurendo l'idrogeno presente nel suo nucleo, il quale sta così cominciando a contrarsi e scaldarsi, gonfiando gli strati superficiali della stella. Il suo destino è quello di esplodere in una supernova o, se la sua massa dovesse collocarsi nella parte inferiore del range calcolato, quello di diventare una massiccia nana bianca all'ossigeno-neon-magnesio.
Meno conosciute sono le caratteristiche della secondaria. Essa è probabilmente una stella di classe spettrale B3 di sequenza principale, con una massa 8 ± 3,6 volte quella del Sole e una temperatura superficiale di circa 18.000 K. Essa è circa 2.800 volte più luminosa del Sole. Le due componenti probabilmente impiegano circa 10 anni per completare un'orbita, che è molto eccentrica (e>0.9). Ciò significa che le due componenti si avvicinano molto al periastro (presumibilmente meno di 1 UA). Questa vicinanza è forse collegata con la variabilità della principale.

## Variabilità
Dopo l'ultimo periastro, nel giugno 2000, la principale di Delta Scorpii ha cominciato a incrementare la sua luminosità. Nel 2003 ha raggiunto la magnitudine 1,5, raddoppiando la sua luminosità iniziale. Dopo questo picco ha perso nuovamente luminosità, ma non è ancora tornata ai livelli normali, aggirandosi ancora intorno a una magnitudine di circa 2,1, cioè 0,2 magnitudini più del normale. Nel frattempo Dschubba è diventata una stella di tipo Be: questo tipo di stelle sono caratterizzate da un'alta velocità di rotazione (nel caso di Dschubba 240 km/s all'equatore); questa velocità è uno dei fattori che contribuisce alla formazione di dischi circumstellari, costituiti da materia gassosa che si ritiene sia costituita da materiale espulso dalla stella, principalmente idrogeno. Sono proprio i processi implicati in queste espulsioni dalla stella di grandi quantità di materia responsabili dell'aumento di luminosità. Tuttavia non è stato ancora bene compreso quali siano esattamente i fattori che sono responsabili della creazione e dissoluzione dei dischi circumstellari intorno alle stelle di classe B. Nel caso di Delta Scorpii, ad esempio, il passaggio ravvicinato della secondaria sembra avere avuto un ruolo.
Nel 2003 il disco di Dschubba era calcolato avere un raggio circa 10 volte più grande di quello della stella. In una misurazione successiva il disco risultava essere sottile e avente un raggio circa 7 volte quello stellare. La perdita di massa della stella, responsabile della formazione del disco, è calcolata essere 1,5 miliardesimi di masse solari per anno.